# Ricard Blidstrand
Ricard Blidstrand, född 20 april 1992 i Stockholm, är en svensk professionell ishockeyspelare som spelade för Väsby IK i Hockeyettan säsongen 2021-2022.